# XXIII Concurs de castells de Tarragona

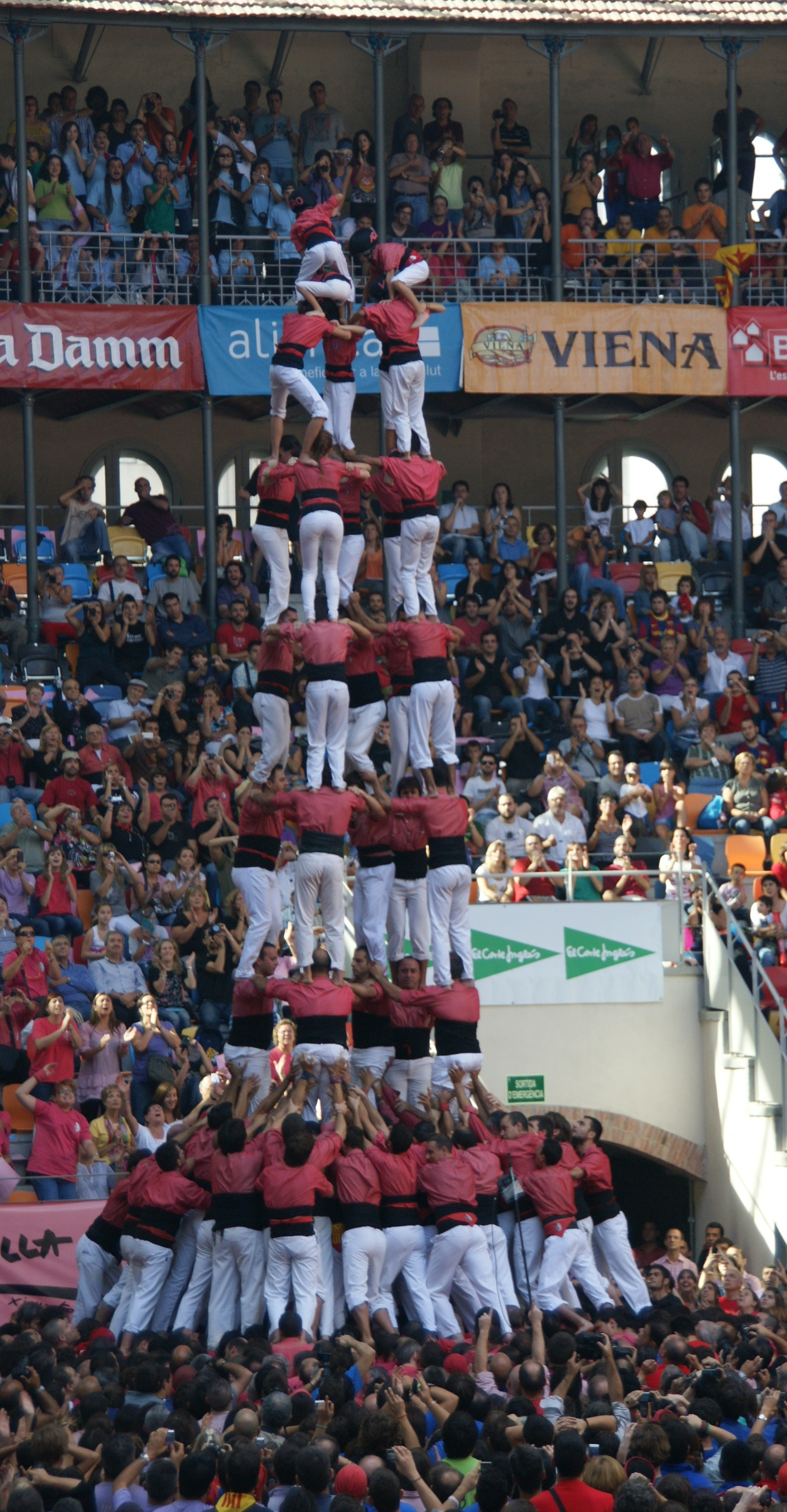
5 de 9 amb folre carregat per la Colla Vella dels Xiquets de Valls

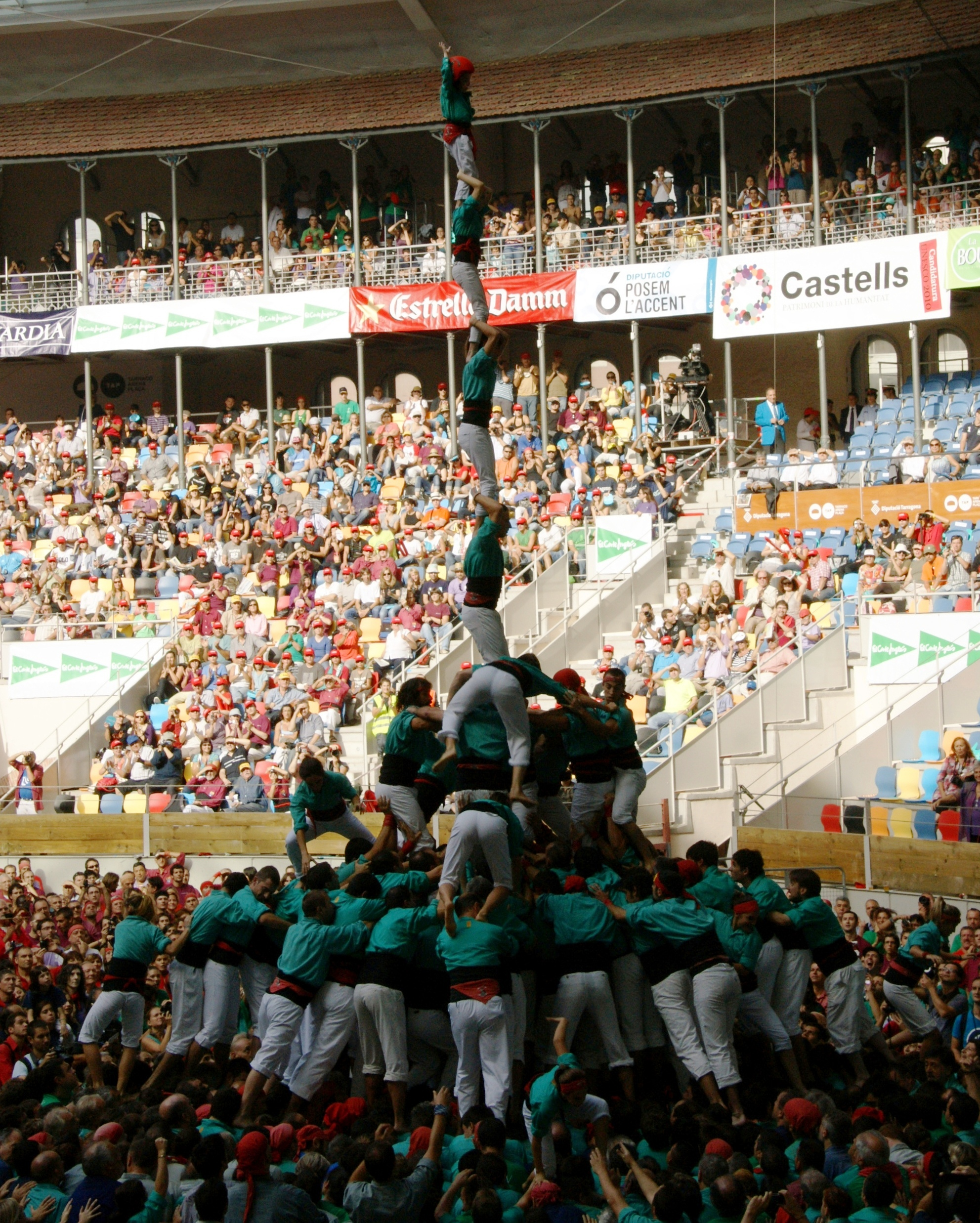
4 de 9 amb folre i l'agulla descarregat pels Castellers de Vilafranca

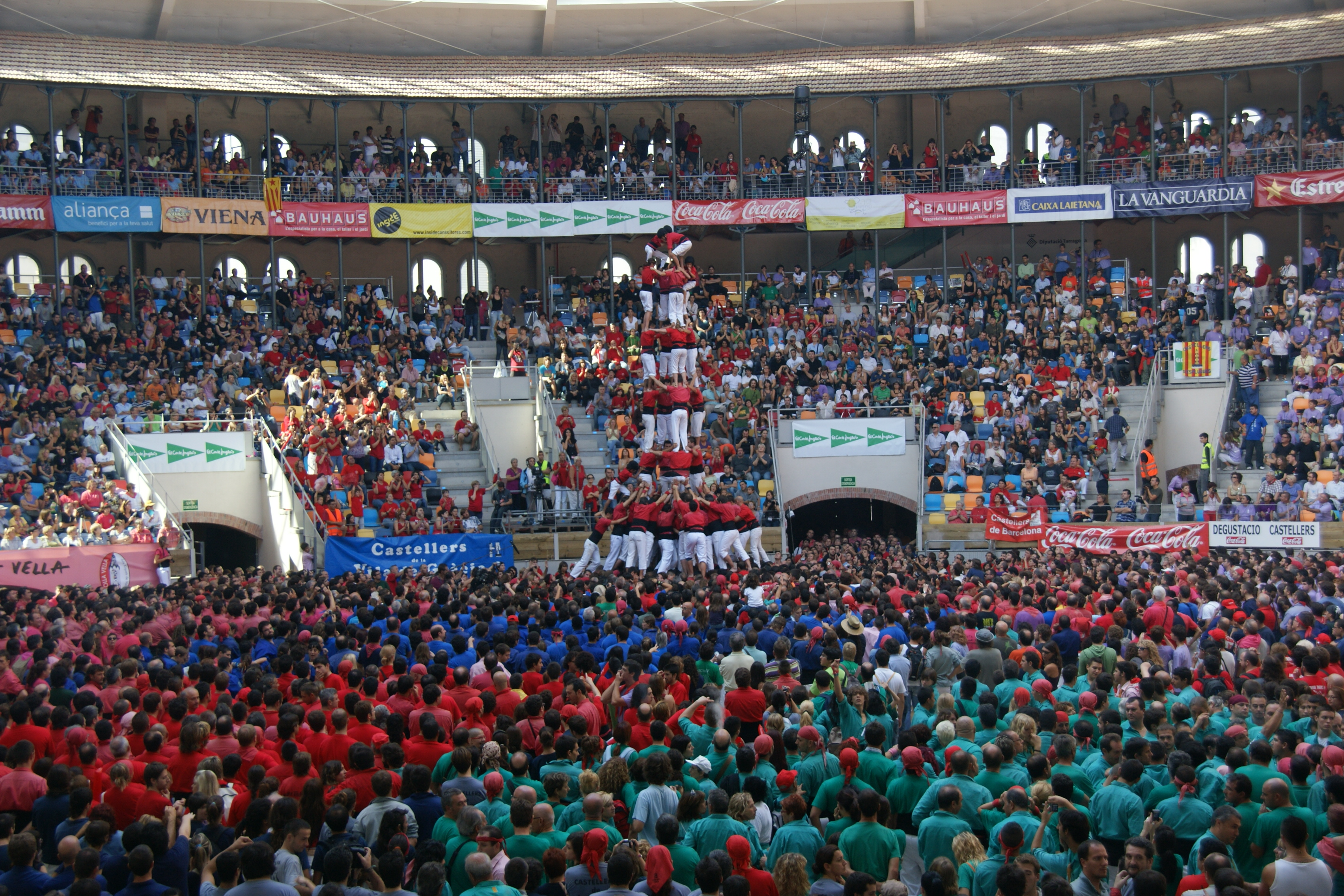
Vista panoràmica de la plaça amb el 4 de 9 amb folre descarregat per la Colla Joves dels Xiquets de Valls

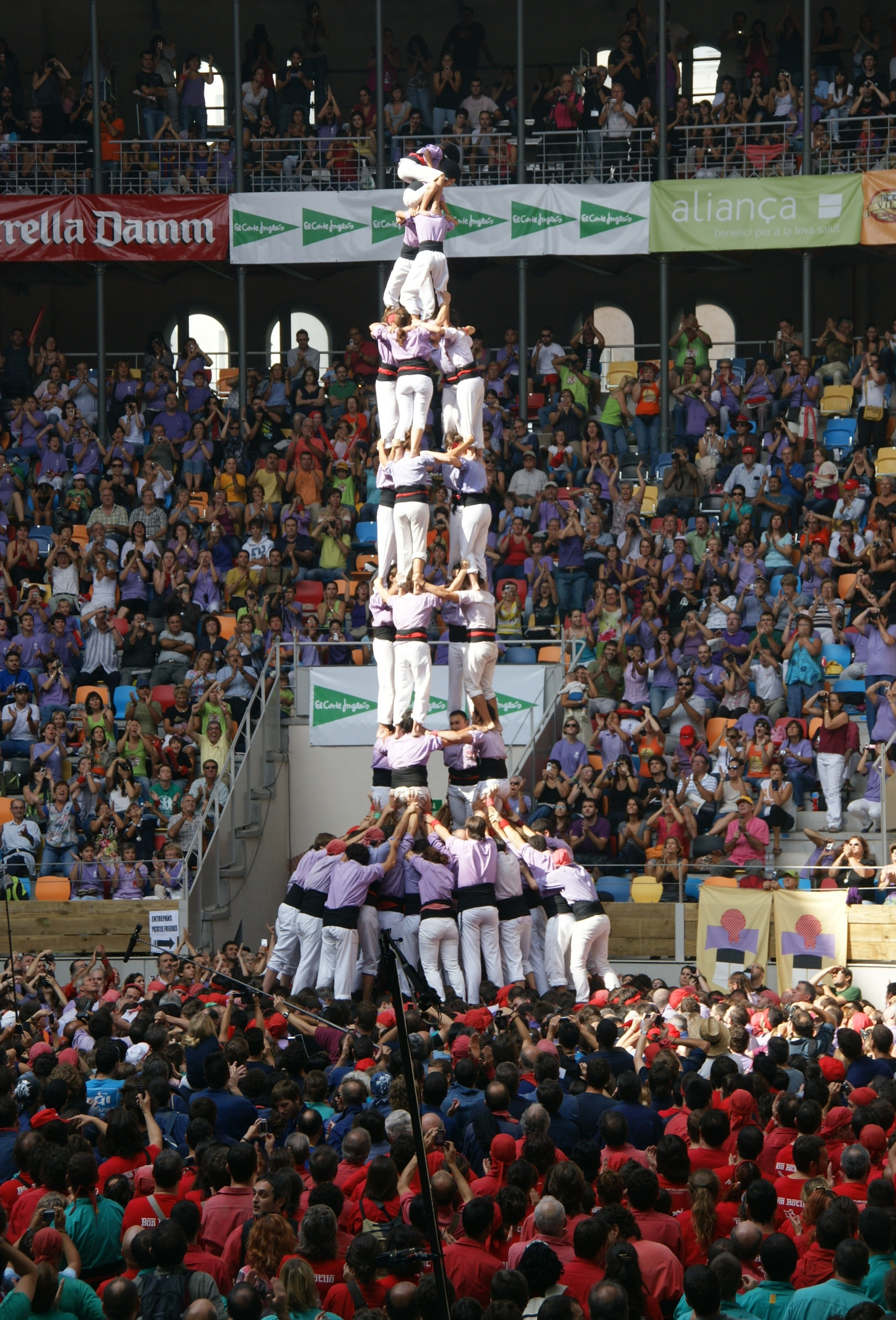
4 de 9 amb folre descarregat per la Colla Jove Xiquets de Tarragona

El XXIII Concurs de castells de Tarragona va ser el concurs de castells que es va celebrar a la Tarraco Arena Plaça de Tarragona el 3 d'octubre de 2010, organitzat per l'Ajuntament de Tarragona. Va ser el primer concurs celebrat després de la remodelació de la plaça de braus, convertida en Tarraco Arena Plaça (TAP). Es van vendre les 6.000 entrades disponibles i fins a 6.300 castellers ompliren la plaça, 1.200 dels quals eren dels Castellers de Vilafranca. Els Castellers de Vilafranca van guanyar aquest concurs, convertint-se en la primera colla que guanya cinc concursos de castells de Tarragona consecutius.

## Fites assolides
En aquest concurs hi van participar 14 colles: les 4 amfitriones tarragonines més les 10 millors colles de la temporada que van acceptar la invitació dels organitzadors. Els Minyons de Terrassa, segona colla del panorama casteller d'aquell moment, van declinar la invitació, com solen fer a cada edició. La taula de puntuacions de castells que es va usar fou la mateixa que la del concurs del 2008.
Degut a la rehabilitació de l'antiga plaça de toros de Tarragona l'aforament es va reduir en 1000 persones i hi va haver una gran sol·licitud d'entrades, que es van esgotar poc després de posar-se en venda.
Els Castellers de Vilafranca, liderats pel seu cap de colla David Miret, assoliren un 4 de 9 amb folre i l'agulla, un pilar de 8 amb folre i manilles (carregat) i un 5 de 9 amb folre. En la quarta ronda no pogueren carregar el 2 de 8 net, i es van permetre el luxe de renunciar a la cinquena ronda. Els assajos previs de 2 de 8 net havien estat encoratjadors, ja que els verds havien completat diverses vegades el dos de set net i dues vegades havien fet l'estructura sencera fins a l'aixecador. En canvi, l'intent a plaça va decebre, ja que va caure quan entraven els dosos. Aquest concurs de Tarragona fou el vuitè guanyat en la història dels verds, mateix nombre que els assolits fins llavors per la Colla Vella dels Xiquets de Valls.
Les dues colles de Valls es disputaren la segona plaça, que finalment va ser per a la Colla Joves Xiquets de Valls, encapçalada per Helena Llagostera, ja que la Colla Vella dels Xiquets de Valls, liderada per Xavi Pena, no assolí el 2 de 9 amb folre i manilles en la cinquena i última ronda, ja que s'ensorrà a l'entrada de dosos. Els Joves descarregaren el 3 de 9 amb folre i el 4 de 9 amb folre i carregaren el 5 de 9 amb folre. La Vella descarregà el 3 de 9 amb folre, i carregà el 5 de 9 amb folre, però fracassà dues vegades en l'intent de pilar de 8 amb folre i manilles. En el primer intent l'enxaneta va dubtar, i en el segon intent, amb un nou enxaneta, el pilar va caure quan l'enxaneta estava a punt de coronar-lo. Els Joves quedaven per davant de la Vella per primera vegada des del concurs de l'any 1992.
La Colla Jove Xiquets de Tarragona es confirmà com la revelació del concurs i assolí la quarta posició i completant la tripleta màgica (3 de 9 amb folre, 4 de 9 amb folre i 5 de 8) per tercera vegada en aquella temporada, mentre que el 5 de 9 amb folre dels tarragonins es quedà en intent. Tant aquesta colla com la dels Capgrossos de Mataró fracassaren en l'intent de convertir-se en la cinquena colla que assoleix un castell de gamma extra. En el cas dels mataronins l'intent fou de 2 de 9 amb folre i manilles, que va ensorrar-se uns segons després de col·locar sisens.
Els Castellers de Sants van carregar el 3 de 9 amb folre a la segona ronda i completaren el 2 de 8 amb folre i el 4 de 8. Els Xiquets de Tarragona van carregar el 5 de 8 i els Castellers de Lleida no van poder intentar un castell de nou a causa de la caiguda del 2 de 8 amb folre en segona ronda. Els de Lleida van quedar empatats amb els Castellers de Barcelona. Va haver-hi dos intents de 2 de 8 amb folre dels Nens del Vendrell, un 2 de 8 amb folre carregat pels Xicots de Vilafranca i un 4 de 8 dels Castellers de la Vila de Gràcia. Els Castellers de Sant Pere i Sant Pau i els Xiquets del Serrallo van fer castells de gamma alta de set.

## Classificació
Entre parèntesis les penalitzacions.
| 1. Castellers de Vilafranca            | 4d9fa, pd8fm (c), 5d9f, 2d8sf (i)*                 | 4795 (2) |
| 2. Colla Joves dels Xiquets de Valls   | 3d9f, 4d9f, 5d9f (c)*                              | 3067 (1) |
| 3. Colla Vella dels Xiquets de Valls   | 5d9f (c), pd8fm (i)*, 3d9f, pd8fm (i)*, 2d9fm (i)* | 2302(6)  |
| 4. Colla Jove Xiquets de Tarragona     | 3d9f, 4d9f *, 5d9f (i)*, 5d8                       | 2163 (4) |
| 5. Capgrossos de Mataró                | 3d9f, 4d9f, 2d9fm (i)*, 2d8f                       | 1998 (2) |
| 6. Castellers de Sants                 | 2d8f, 3d9f (c)*, 4d8                               | 1388 (1) |
| 7. Xiquets de Tarragona                | 4d8, 5d8 (c)*, 3d8                                 | 1128 (2) |
| 8. Castellers de Lleida                | 4d8, 2d8f (c), 3d8                                 | 988 (0)  |
| 8. Castellers de Barcelona             | 4d8, 2d8f (c), 3d8                                 | 988 (0)  |
| 10. Xicots de Vilafranca               | 4d8, 2d8f (c), 3d8 (i)*, 5d7 *                     | 804 (3)  |
| 11. Castellers de la Vila de Gràcia    | 4d8 *, 2d7, 5d7                                    | 722 (1)  |
| 12. Nens del Vendrell                  | 4d8, 2d8f (i)*, 5d7, 2d8f (i)*, 2d7                | 722 (4)  |
| 13. Xiquets del Serrallo               | 4d7a (i)*, 4d7a, 5d7, 3d7a                         | 484 (2)  |
| 14. Castellers de Sant Pere i Sant Pau | 4d7a, 5d7 (i)*, 5d7, 3d7a (i)*, 2d7 (i)*           | 330 (6)  |

Llegenda: a:agulla, ps:per sota, f:folre, m:manilles, p:puntals. (i):intent, (id): intent desmuntat, (c):carregat, *:castell amb penalitzacions.

## Taula de puntuacions
| Castell                     | Punts carregat | Punts descarregat |
| --------------------------- | -------------- | ----------------- |
| 4/7                         | 100            | 118               |
| 3/7                         | 107            | 126               |
| 4/7 a                       | 135            | 159               |
| 5/7                         | 145            | 171               |
| 3/7 ps                      | 163            | 193               |
| 9/7                         | 206            | 243               |
| 2/7                         | 218            | 258               |
| 4/8                         | 248            | 293               |
| P-6                         | 269            | 318               |
| 3/8                         | 301            | 355               |
| 2/8f                        | 340            | 401               |
| P-7f                        | 380            | 448               |
| 5/8                         | 480            | 566               |
| 4/8a                        | 513            | 606               |
| 3/8a                        | 540            | 627               |
| 4/9f                        | 648            | 765               |
| 3/9f                        | 694            | 832               |
| 9/8                         | 891            | 1069              |
| 3/8ps                       | 935            | 1122              |
| 2/9 fm                      | 980            | 1176              |
| P-8fm                       | 1149           | 1379              |
| 5/9f                        | 1470           | 1764              |
| 4/9fa                       | 1568           | 1882              |
| 3/9fa                       | 1622           | 1914              |
| 4/9                         | 2007           | 2409              |
| 2/8                         | 2108           | 2529              |
| 3/10fm                      | 2208           | 2650              |
| 2/9f                        | 2826           | 3391              |
| P-7 — 4/10fm — 3/9 — P-9fmp | 3014           | 3617              |
| 5/9 — 3/10f — 4/10f         | 3858           | 4629              |

Llegenda: a:agulla, ps:per sota, f:folre, m:manilles, p:puntals.